# 李南 (汉朝)
李南（?—?），字孝山，丹阳郡句容县（今江苏省句容市）人，东汉方士。据称能据风声判别人事的吉凶。其术家世相传。
年轻时专心学习，通晓风角占验之术。汉和帝永元年间，太守马棱因为盗贼之事，当下廷尉狱，官民不安，李南却去拜访祝贺。马棱有恨意，对他说：“太守不德，就要治罪，你怎么还要祝贺？”李南说：“早上有吉祥之风，明天中午，应有好消息，故来相庆。”第二天，马棱等了一天，以为不能应验；到了晚饭时，有驿使带着诏书停止追究马棱之事。李南问驿使晚来的原因。使者说：“渡过宛陵浦里时，马崴了脚，所以不能快走。”马棱于是服气了。后李南被推举有道，辟入公府，因病没有成行，在家中去世。
李南之女也通晓家术，是由拳县（今浙江省湖州市）的一个人的妻子。早晨到厨房，突然出现暴风，她就上堂求婆母回娘家，辞别双亲。婆母不许，于是跪着哭道：“家中传术，疾风突起，先吹灶突和井，是做饭的妇女有难，这是我将死的应兆。”于是写下自己的死期。于是婆婆让她回娘家，她如期病卒。

## 延伸阅读
[在维基数据编辑]
 《後漢書·卷82上》，出自范晔《後漢書》